# Hervé Jourdain
Pour les articles homonymes, voir Jourdain.
Hervé Jourdain, né le 21 août 1972, est un écrivain et policier français. Auteur de romans policiers, il est capitaine de police au sein de la brigade criminelle de Paris. 

## Biographie
Féru d'histoire et de course à pied[réf. nécessaire], Hervé Jourdain se lance dans l'écriture de romans policiers après sa découverte de l’œuvre de Thierry Jonquet[réf. nécessaire].  
Il a 37 ans lorsqu'il publie Sang d'encre au 36 (2009), un premier roman qui lui vaut le prix des lecteurs du grand prix VSD du polar.
Il remporte en 2014 le prix du Quai des Orfèvres avec son roman Le Sang de la trahison. 
En 2017, il reçoit le prix Sang d'encre décerné par le festival de Vienne pour Femme sur écoute, paru chez Fleuve Éditions en 2017, ouvrage également distingué par le prix Charette décerné à l'occasion du salon du livre vendéen 2018 au refuge de Grasla.  
Usant du pseudonyme Clovis Bienvenu (l'identité de son grand-père maternel), il est également l'auteur de Le 36, quai des Orfèvres à la croisée de l'histoire et du fait divers, paru chez PUF en 2012 dans la collection Questions judiciaires.

## Œuvre

### Romans policiers
- Sang d'encre au 36, Paris, éditions Les Nouveaux Auteurs, 2009 ; réédition, Paris, Pocket no 14386, 2011
- Psychose au 36, Paris, éditions Les Nouveaux Auteurs, 2011 ; réédition, Paris, Pocket no 15018, 2014
- Le Sang de la trahison, Paris, Fayard, 2013
- Femme sur écoute, Paris, Fleuve éditions, 2017
- Tu tairas tous les secrets, Paris, Fleuve éditions, 2018
- Terminal 4, Paris, Fleuve éditions, 2020

## Distinctions
- Prix du Quai des Orfèvres 2014
- Prix Sang d'encre 2017
- Prix Charette 2018